# Division de Bikaner
La division de Bikaner est une division de l'état du Rajasthan en Inde. La division comprend quatre districts: le district de Bikaner, de Churu, de Sri Ganganagar et de Hanumangarh.